# Антоній (Костов-Мучітанов)
Єпископ Антоній (в миру Костянтин Михайлов Костов-Мучітанов; 23 вересня 1915 село Хирлець, Болгарія — 13 квітня 2002, Русе) ― єпископ Болгарської православної церкви, єпископ Проватський, вікарій Софійської єпархії.

## Біографія
Народився в сім'ї біженців з Македонії. Основне освіту здобув в Софії. Восени 1931 року вступив в Софійську духовну семінарію, яку закінчив в 1937 році. Після цього вступив на богословський факультет святого Климента Охридського Софійського університету, який закінчив у 1941 році.
З 1 серпня 1941 року по 30 серпня 1942 року — секретар архієрейського намісництва (благочиння) в місті Драма і діловод при Драмській митрополії.
25 липня 1942 року в Рильській обителі митрополитом Неврокопський Борисом Разумовим був пострижений у чернецтво з ім'ям Антоній під духовне наставництво архімандрита Євгенія Шиварово.
30 серпня 1942 року висвячений у сан ієродиякона, після чого був митрополичим дияконом в місті Драма.
1 вересня 1943 року призначений помічником-секретарем Драмської митрополії.
10 жовтня 1943 року в храмі Введення Пресвятої Богородиці в місті Драма висвячений в сан ієромонаха.
1 березня до 15 вересня 1944 року служив протосинкелом Драмської митрополії.
Після виведення болгарських військ з Драмська, 1 грудня 1944 року призначений протосингелом Неврокопської єпархії, обіймав посаду до кінця грудня 1949 року. З 1 січня 1950 до кінця вересня 1951 він був ректором семінарії в Черепишському монастирі.
Разом зі своїм митрополитом Борисом Неврокопським Антоній є серед духовенства, яке рішуче чинить опір атеїстичній комуністичній владі. Після вбивства митрополита Бориса Антоній був заарештований і піддався репресіям.
.
З 1 жовтня по 31 грудня 1951 року архімандрит Антоній був настоятелем Троянського монастиря. З 1 січня 1952 року по 7 липня 1956 року керував інтернатом Софійської духовної академії.
7 липня 1956 року був призначений попечителем болгарського суду при Успінні Богородиці в Москві, обіймав цю посаду до 1 вересня 1960 року.
З 1 вересня 1960 року працював у культурно-освітньому відділі Синоду, а з 1 січня 1961 року був його керівником.
16 грудня 1962 року в Патріаршому соборі святого Олександра Невського він був висвячений на єпископа Проватського і призначений вікарієм Відинської єпархії. З 1 серпня 1971 року по 1 серпня 1977 року єпископ Антоній виконував обов'язки голови церковної ради святого Олександра Невського. З 1 серпня 1977 року він був вікарним єпископом Доростольсько-Червенської єпархії до 20 грудня 1985 року, коли став єпископом у розпорядженні Священного Синоду. З 1 грудня 1989 року по липень 1992 року він знову був головою опікунської ради патріаршого собору.
З 2 серпня 1995 року — патріарший вікарій. Проживав в Русе до своєї смерті 13 квітня 2012 року.